# Kenny Clarke
Kenny Clarke (9. ledna 1914 Pittsburgh, Pensylvánie, USA – 26. ledna 1985 Paříž, Francie) byl americký jazzový bubeník. V polovině třicátých let hrál s Royem Eldridgem a později s Edgarem Hayesem, se kterým nahrál svou první nahrávku. V následující dekádě doprovázel Louise Armstronga, Ellu Fitzgeraldovou nebo Bennyho Cartera. V roce 1951 spoluzaložil soubor Modern Jazz Quartet, se kterým hrál do roku 1955, kdy jej nahradil Connie Kay. Následně pracoval jako studiový hudebník a hrál tak například s Thelonious Monkem, Milesem Davisem, Charlesem Mingusem nebo Kenny Burrellem. V roce 1983 získal ocenění NEA Jazz Masters.